# Emirdağ
Emirdağ est une ville turque de 36 447  habitants (10 069 en 1960), dans la province d'Afyonkarahisar. Son ancien nom turkmène était Cirgin ou Cirkin dû au clan qui a dirigé la ville en tant que seigneur ou cela veut dire dard d'abeille en ancien turkmène d'Anatolie (1070-1867), puis Aziziye (1867-1933), en hommage au sultan Abdulaziz. Emir daği signifie la montagne d'Emir (cela vient de Emir Afsin qui a conquit la ville d'Amorium des byzantins), il s'agit du point culminant (2281 m) des monts d'Emir au pied desquels se trouve la ville d'Emirdağ, elle-même à 1000 m d'altitude. La ville antique d'Aura, devenue Amorium à l'époque romaine et byzantine, est située à 13 km d'Emirdağ.

## Émigration
Nombre d'immigrés turcs de Belgique (en particulier à Schaerbeek, Saint-Josse-ten-Noode, Gand, Namur, Bastogne), des Pays-Bas, d'Allemagne et de France (département du Nord région Rhône-Alpes et a Roubaix) sont originaires d'Emirdağ.

## Politique locale
Avant les élections municipales de 2004, la municipalité était gérée par une majorité de gauche (CHP, SHP, DSP, TİP) dirigée par le maire social-démocrate (CHP) İsmet Güler, qui a perdu le pouvoir au profit d'une coalition de droite et d'extrême droite (AKP, MHP, DYP, ANAP, 10 sièges sur 15) dirigée par l'ingénieur islamiste modéré (AKP) Lütfi İhsan Dağ, auquel a succédé en 2009 Cengiz Pala, du même parti. Depuis les élections de 2014, le maire est Uğur Serdar Kargın, du parti d'extrême-droite MHP  (Loups gris).
De 2004 à 2009, l'adjoint au maire chargé des relations extérieures a été Metin Edeer (MHP), qui vit à Bruxelles depuis 1978 et ne retourne à Emirdağ que pendant les vacances estivales.

### Maires des communes et villages du district d'Emirdağ
Communes (belediye),
- Emirdağ: Uğur Serdar Kargin (MHP); élections municipales 2014: MHP 38,23 %, AKP 34,93 %, CHP 23,79%
- Adayazı: Hulusi Altınok (AKP); élections municipales 2004: AKP 65,59 %, CHP 32,69 %
- Aşağı Piribeyli: Mustafa Küçürek (AKP); élections municipales 2004: AKP 50,82 %, MHP 49,18 %
- Bademli: Yusuf Cerit (AKP); élections municipales 2004: AKP 55,07 %, CHP 44,93 %
- Davulga: Kenan Balı (MHP); élections municipales 2004: MHP 51,20 %, AKP 47,36 %
- Gömü: Hakkı Tekin(AKP); élections municipales 2004: AKP 80,43 %, CHP 5,26 %

Villages (köy)
(il y en a 57 en tout, seuls certains sont repris ci-dessous)
- ADAYAZI: Selahatin Kutlu
- Ablak: Akif Demir
- Ağılcık: Cengiz Çiftçi

Alibeyce: Talat Kurusu
- Aşağı Aliçomak: Hilmi Yaman
- Aşağı Kurudere: Metin Sürer
- Avdan: Bekir Tepekaya
- Aydın Yaka: Osman Güven
- Bağlıca: Ersin Çeliktaş
- Balcam: Ersin Çeliktaş (le même)
- Başkonak: Hasan Yurday
- Beyköy: Nihat Taşyürek
- Beyören: Kadir Demirtaş
- Burunarkaç: Turgut Taşçı

(...)
- Çatallı: Kadir Duran
- Çaykışla : Durmuş Üçkuyulu
- Çiftlik Köyü : İshak Korkmaz

(...)
- Demircili: Kadir Aktaş
- Dereköy: Bayram Ali Eryürük
- Ekizce: Gürbüz Köycü

(...)
- Güveççi: Nuri Karakoç
- Hamzahacılı: Hüdaverdi Yıldırım

(...)
- Karacalar: Ali Nurettin Şahbaz

(...)
- Soğukkuyu: Muzaffer Pala
- Suvermez: Hayati Akın

(...)
- Tez: Bayram Kökten
- Türkmen: Salih Özçelik

(...)
- Veysel: Halil Sezer

(...)
- Yavuz: Ayhan Civelek
- Yeniköy: Murat Avcı
- Yusufağa: Yaşar Taşçı
- Yüreğil: Süleyman Topal

## Personnalités originaires d'Emirdağ
- Mahmut Corumlu (Chef du département de la lutte contre la contrebande et la criminalité organisée)
- Cemal Çavdarlı (ancien député fédéral belge)
- Emir Kir (bourgmestre de Saint-Josse)
- Mehmet Köksal (journaliste bruxellois)
- Mahinur Özdemir (députée régionale bruxelloise)
- Özlem Özen (députée fédérale belge)
- Emin Özkara (député régional bruxellois)
- Veli Yüksel (député régional flamand)
- Orkun Kökçü (footballeur)
- Abdilkadir Öztürk (Cavalier de Dressage en Équipe de Türkiye)

## Sources
1. ↑  (tr) Sükrü Türkmen, Belgelerle Emirdag, Emirdag, Emirdag Belediyesi, 2017, 478 p.
2. ↑  Mehmet Koksal: Emirdag et son échevin belge des Affaires étrangères, 14 avril 2004
3. ↑  Emirdağ Kaymakamiği, Belediyelerimiz
4. ↑  A Harfi ile Başlayan Belediyeler
5. ↑  Emirdağ Kaymakamiği, Köylerimiz